# Infamous: Second Son
(Tagline del gioco)
Infamous: Second Son è un videogioco action-adventure del 2014, sviluppato da Sucker Punch Productions e pubblicato da Sony Computer Entertainment in esclusiva per PlayStation 4; si tratta di uno spin-off della serie Infamous.
Dal gioco è stata tratta un'espansione chiamata Infamous: First Light, che ha come protagonista Abigail Walker.

## Trama

### Ambientazione e personaggi
Infamous: Second Son è ambientato nel 2016, sette anni dopo gli eventi del finale buono di Infamous 2, quando l'eroico Conduit Cole MacGrath si sacrificò per salvare l'umanità. Il governo degli Stati Uniti ha quindi creato un'organizzazione nota come D.U.P. (acronimo di Dipartimento di Protezione Unificata) per dare la caccia ai restanti Conduit, dando loro l'appellativo di "bioterroristi". Il protagonista è Delsin Rowe, teppista di 24 anni e vandalo, il quale scoprirà lungo il corso della storia di poter assorbire i poteri degli altri Conduit con i quali entra in contatto. Suo fratello, Reggie Rowe, è lo sceriffo della contea e si ritrova spesso e controvoglia ad arrestare Delsin a causa dei suoi atti di vandalismo. Entrambi sono dei Nativi Americani appartenenti alla tribù Akomish, la cui riserva è situata a Salmon Bay. L'antagonista principale del gioco è Brooke Augustine, direttrice del D.U.P ed un Conduit capace di controllare il Cemento. Le sue azioni nella riserva Akomish spingeranno Delsin e Reggie a Seattle, dove è stata emanata la legge marziale dal D.U.P. Lì, i due incontreranno altri tre Conduit, i quali avranno un importante ruolo nella storia: Henry "Hank" Daughtry, un criminale evaso capace di controllare il Fumo, Abigail "Fetch" Walker, ex-tossicodipendente che utilizza i suoi poteri di controllo sul Neon per dare la caccia agli spacciatori di Seattle, e Eugene Sims, asociale nerd che utilizza i suoi poteri di controllo sul Video (materializzazione digitale) per salvare i sospetti Conduit dal D.U.P.

### Storia
Nel 2016, dopo che Reggie scopre Delsin intento a vandalizzare un cartellone, la loro discussione viene interrotta quando un blindato militare che trasporta tre prigionieri Conduit si schianta nella riserva Akomish. Due dei Conduit riescono a scappare, ma Delsin salva dai rottami il terzo, Hank, assorbendo inavvertitamente i suoi poteri di controllo del Fumo. Sorpreso e spaventato, Delsin insegue Hank, cercando di capire se è possibile trovare una cura e successivamente chiedendogli di insegnargli a controllare i nuovi poteri. Tuttavia, vengono entrambi messi all'angolo da Brooke Augustine, la quale intrappola Hank nel cemento ed interroga Delsin, sospettando nasconda qualcosa. Qui, il giocatore può scegliere se dire ad Augustine la verità o mentire, decidendo quindi il percorso karmico da intraprendere (Positivo o Negativo). Ad ogni modo, la donna stordisce Delsin e prosegue ad interrogare tutto il resto della tribù.
Il ragazzo si risveglia una settimana dopo, scoprendo che Augustine ha torturato l'intera tribù nel tentativo di scoprire informazioni, lasciandoli poi tutti a morire con delle lame di calce conficcate nelle ossa, inclusa l'anziana capotribù, Betty. Reggie, risparmiato dalla tortura poiché agente di polizia, ha scoperto che l'unico modo per rimuovere le lame di cemento dalle ossa degli Akomish è tramite l'utilizzo dello stesso potere di Augustine. Resosi conto di essere una vera e propria "spugna per poteri", Delsin decide di dirigersi a Seattle per affrontare Augustine ed assorbire il potere del Cemento, accompagnato da Reggie che decide di tenerlo d'occhio. I due raggiungono la città e scoprono che è stata emanata la legge marziale dal D.U.P, deciso a catturare gli altri due fuggiaschi. Con l'aiuto del fratello, Delsin affronta la milizia e sviluppa i propri poteri assorbendo dei nuclei trasmettitori. Alla fine, si imbatte negli altri due Conduit, Fetch e Eugene, ed assorbe i loro poteri. Dopo averli affrontati, li protegge da Reggie (che li vede come dei "mostri") e può scegliere se redimerli o corromperli (sempre a seconda del percorso karmico scelto).
Ora in possesso di tre poteri, Delsin si imbatte nuovamente in Hank, riuscito a sfuggire. Egli gli comunica che Fetch e Eugene sono stati catturati dal D.U.P e sono tenuti prigionieri su di un'isola di cemento al largo dello Stretto di Puget. Tuttavia, l'operazione si rivela essere una trappola di Augustine, che intrappola Delsin. Fortunatamente, Reggie lo salva utilizzando un lanciagranate ed i due aiutano Fetch e Eugene a fuggire. Augustine tuttavia, intrappola Reggie in del cemento e fa crollare la piattaforma sulla quale si trovavano. Resosi conto che il fratello non può salvarlo e volendo evitare che il cemento si attacchi anche a lui, Reggie dice a Delsin di essere fiero di lui e si lascia cadere nell'oceano, morendo. Furioso, Delsin attacca Augustine, distruggendo l'intera isola.
La donna riesce però a fuggire nella torre che funge da quartier generale del D.U.P, mentre Delsin rinuncia all'inseguimento e decide di dare la caccia ad Hank, il quale viene raggiunto al porto. Lì, il criminale implora Delsin di perdonarlo e rivela di aver ubbidito ad Augustine solo perché il D.U.P teneva in ostaggio sua figlia. Il giocatore può quindi scegliere se risparmiarlo e permettergli di lasciare per sempre Seattle con la figlia o ucciderlo per vendicare Reggie (sempre a seconda del percorso karmico scelto). Qualunque sia stata la decisione presa, Hank esce definitivamente di scena. Successivamente, con l'aiuto di Fetch e Eugene, Delsin attacca il quartier generale del D.U.P. Dopo essere penetrato all'interno della torre, il ragazzo affronta Augustine, la quale rivela di aver volutamente provocato la fuga di Hank per instillare la paura nella popolazione e mantenere operativo il D.U.P, il quale non aveva ormai più ragione di esistere. Permette quindi a Delsin di assorbire i suoi poteri, dicendogli di voler salvare quanti più Conduit possibile tenendoli al "sicuro" dietro le mura del carcere di Curdun Cay, affermando che all'interno della prigione sono vivi, mentre fuori morirebbero in una settimana. Dopo un duro scontro, Delsin riesce a sconfiggere Augustine con il nuovo potere ed a intrappolarla nel cemento. Il finale che segue dipende dal percorso karmico scelto:
Se si è scelto di intraprendere il percorso del Karma Positivo (e di conseguenza il finale Canonico), Delsin risparmia Augustine ed espone i suoi crimini al mondo intero. La donna viene quindi arrestata ed il D.U.P viene completamente sciolto. Delsin, Fetch e Eugene convincono quindi la popolazione che è possibile coesistere pacificamente con i Conduit. Tutti i Conduit imprigionati a Curdun Cay vengono liberati, mentre Delsin ritorna alla riserva Akomish e guarisce tutti i membri, dipingendo infine su di un cartellone, lo stesso che stava vandalizzando all'inizio del gioco, un murale dedicato a Reggie.
Se invece si è scelto di intraprendere il percorso del Karma Negativo (quindi il finale Non Canonico), Delsin uccide Augustine gettandola dalla cima della torre e prende il controllo di Seattle insieme a Fetch e Eugene, liberando tutti i Conduit rinchiusi a Curdun Cay per assorbire i loro poteri. Successivamente, ritorna alla riserva Akomish, ma viene rinnegato da Betty, la quale lo caccia in malo modo dopo aver assistito a tutti gli omicidi da lui compiuti mentre era a Seattle. Infuriato, Delsin rade al suolo l'intera riserva.

## Personaggi
- Delsin Rowe: Il giovane protagonista del gioco. Delsin è un ragazzo nativo americano di 24 anni che scoprirà di essere in grado di assorbire i poteri degli altri Conduit con i quali entra in contatto, il che lo rende il Conduit più potente che si sia mai visto. Deciderà quindi di utilizzare questa sua innata abilità per dirigersi a Seattle ed assorbire il potere del Cemento da Brooke Augustine, salvando così la tribù degli Akomish. Tipico ragazzo ribelle, discute spesso con suo fratello Reggie, a causa della mentalità razionale di quest'ultimo. Alla fine del gioco, mostrerà agli umani che è possibile convivere con i Conduit o prenderà con la forza il controllo di Seattle assorbendo i poteri dei Conduit rinchiusi a Curdun Cay, a seconda del percorso karmico scelto. Doppiato in lingua originale da Troy Baker ed in italiano da Ruggero Andreozzi.
- Reggie Rowe: Fratello di Delsin e sceriffo della contea di Salmon Bay. Dal comportamento severo, aiuterà il fratello nel corso del gioco durante la sua missione di caccia ad Augustine. Spesso sarà la vera e propria "bussola morale" di Delsin, incitandolo alla non-violenza e cercando di convincerlo ad evitare guai inutili. Mostra in più di un'occasione un particolare disprezzo nei confronti dei Conduit, spesso etichettandoli come "bioterroristi" e tenterà di arrestare Fetch e Eugene, il che porterà Delsin a proteggerli confrontandosi con lui. Nonostante ciò, vuole molto bene al fratello e decide di accompagnarlo a Seattle per aiutarlo pur non possedendo alcun tipo di potere, vedendolo come una persona normale e non come un "mostro", salvandolo anche da Augustine. Muore nella missione "Do Ut Des", sacrificandosi e lasciandosi cadere nell'oceano intrappolato in un blocco di cemento per impedire a Delsin di rischiare la vita nel tentativo di salvarlo. La sua morte alimenterà l'odio di Delsin per Augustine e lo spingerà a dare la caccia ad Hank. Doppiato in lingua originale da Travis Willingham ed in italiano da Luca Ghignone.
- Abigail "Fetch" Walker: Giovane Conduit di 23 anni capace di controllare le luci Neon. Dopo essere fuggita dal trasporto del D.U.P all'inizio del gioco, si stabilisce a Seattle ed utilizza i suoi poteri per dare la caccia agli spacciatori, colpevoli di averle rovinato la vita (sotto effetto di stupefacenti, infatti, lei stessa ha erroneamente ucciso suo fratello Brent). Delsin riuscirà ad identificarla e la sconfiggerà, assorbendo i suoi poteri e scoprendo la sua storia. Potrà quindi scegliere se redimerla insegnandole a controllare la rabbia e smantellare insieme a lei in modo non-letale il traffico di droga di Seattle oppure se corromperla sfruttando il suo odio per aizzarla contro gli attivisti anti-conduit della Lifeline. Qualunque sia stata la decisione presa, lei e Delsin finiranno per fidanzarsi. A seconda del finale scelto, Abigail potrà aiutare Delsin nel mostrare alla popolazione che Conduit ed umani possono convivere oppure prendere insieme a lui e Eugene il controllo di Seattle. Nel DLC "Paper Trail", si scopre che i suoi genitori hanno intenzione di riallacciare i rapporti con lei in seguito alla fine del D.U.P. Il suo passato viene approfondito nell'espansione Infamous: First Light. Doppiata in lingua originale da Laura Bailey ed in italiano da Deborah Morese.
- Eugene Sims: Giovane e timido nerd capace di manipolare il Video, rendendosi quindi in grado di materializzare gli oggetti virtuali. Dopo essere fuggito dal trasporto del D.U.P all'inizio del gioco, si stabilisce nel quartiere Lantern di Seattle, dove utilizza i suoi poteri per creare degli "Angeli" che rapiscono i sospetti Conduit per poi liberarli dai loro giubbotti costrittivi e lasciarli nuovamente in libertà. Le attività di queste misteriose creature attireranno l'attenzione di Delsin e Reggie, i quali attraverseranno un ponte distrutto dal D.U.P per raggiungere Lantern e trovare il Conduit. Eugene si presenterà quindi come un grande fan di Delsin, aiutandolo a localizzare i convogli di Conduit prigionieri, inviando quindi i suoi Angeli per recuperarli, all'insaputa di Delsin. Tuttavia, il ragazzo riuscirà a trovare il suo nascondiglio grazie a Reggie, che indosserà un giubbotto da prigioniero e si fingerà un bioterrorista, correndo per le strade inseguito dal fratello minacciando i vari cittadini. facendosi quindi rapire da uno degli Angeli, che lo condurrà al nascondiglio, portandosi dietro anche Delsin, che lo stava inseguendo grazie ad un GPS. Una volta entrato, Delsin affronterà Eugene, tramutatosi grazie ai suoi poteri in una mastodontica creatura volante nota come Colui che Dimora. Sconfitto da Delsin, il ragazzo potrà scegliere se redimerlo aiutandolo a salvare gli altri Conduit ed invitandolo ad "uscire allo scoperto" o corromperlo incitandolo all'odio nei confronti degli Akulani, sindacato criminale Russo anti-Conduit. A seconda del finale scelto, potrà aiutare Delsin nel mostrare alla popolazione che umani e Conduit possono convivere o prendere insieme a lui il controllo di Seattle con la forza. Doppiato in lingua originale da Alex Walsh ed in italiano da Stefano Pozzi.
- Henry "Hank" Daughtry: Detenuto capace di controllare il Fumo, nonché il primo Conduit con il quale Delsin entrerà in contatto assorbendo il suo potere. Si scontrerà con il ragazzo all'interno della Casa Lunga Akomish dopo averla data alle fiamme nel tentativo di sfuggire al D.U.P dopo aver causato l'incidente che ha causato la sua evasione e quella di Fetch e Eugene. Viene intrappolato ed apparentemente ucciso da Augustine, ma successivamente si scopre che è sopravvissuto e rivela a Delsin che la donna ha catturato Fetch e Eugene e li tiene prigionieri su di un'isola di cemento al largo dello stretto di Puget. Tuttavia, l'operazione si rivela essere una trappola e si scopre che Hank sta collaborando con Augustine per catturare Delsin. In seguito allo scontro tra i due ed alla morte di Reggie, Delsin insegue Hank e lo raggiunge al porto, dove scopre che in realtà aveva collaborato con il D.U.P solo perché avevano preso in ostaggio sua figlia e che propria ora gli stanno dando la caccia. A seconda della scelta presa, Delsin potrà lasciare Hank in vita e permettergli di abbandonare la città con la figlia oppure ucciderlo per vendicare la morte di Reggie. Doppiato in lingua originale da David Stanbra ed in italiano da Lorenzo Scattorin.
- Brooke Augustine: L'antagonista principale del gioco. Augustine è la direttrice del D.U.P, un tempo militare in servizio durante gli eventi di Infamous. Dopo aver scoperto di essere una Conduit con il potere di controllare il Cemento, Augustine riuscì a convincere il governo degli Stati Uniti a fidarsi di lei catturando viva una giovane Conduit che precedentemente aveva incontrato, decidendo quindi di fondare il D.U.P e "salvare" la razza Conduit rinchiudendola fra le mura del carcere di Curdun Cay, dove avrebbe potuto sopravvivere. Sarà proprio lei ad organizzare la fuga di Hank Daughtry, nel tentativo di instillare la paura nella popolazione e mantenere attivo il D.U.P, che il governo ormai considera inutile dopo gli eventi di Infamous 2. All'inizio del gioco, Augustine raggiungerà la Casa Lunga degli Akomish e li torturerà per scoprire informazioni su ciò che è accaduto fra Delsin ed Hank. Le sue azioni lasceranno i membri della tribù mortalmente feriti e spingeranno Delsin e Reggie a raggiungere Seattle per assorbire il suo potere del Cemento. Si scontra nuovamente con Delsin nella missione "La Prova", dove tenta di convincerlo ad unirsi a lei. Al suo rifiuto, tenta di catturarlo intrappolandolo in un blocco di cemento, facendolo però soffiare da uno degli Angeli di Eugene. Decide quindi di collaborare con Hank Daughtry minacciando di uccidere sua figlia, riuscendo ad attirare Delsin sull'isola di cemento nello Stretto di Puget, intrappolandolo ed uccidendo Reggie, venendo però sopraffatta dall'ira del Conduit in seguito alla morte del fratello. Lo scontro finale tra i due avviene nella torre del D.U.P, dove Delsin la intrappola in un guscio di cemento. A seconda del finale scelto, Delsin potrà esporre al mondo i suoi crimini e farla arrestare o ucciderla direttamente gettandola dalla cima della torre e prendendo il controllo della città. Doppiata in lingua originale da Christine Dunford ed in italiano da Alessandra Felletti.
- Betty: L'anziana capotribù degli Akomish. Betty è una simpatica vecchietta che spesso si ritrova a coprire Delsin per evitare che Reggie venga a sapere dei suoi piccoli crimini. All'inizio del gioco, viene vista coprire ancora una volta il giovane (affermando che questa è "l'ultima volta"). In seguito, viene torturata da Augustine per essersi rifiutata di rivelarle la verità su Delsin ed Hank, ritrovandosi, come tutti gli altri Akomish, con delle lame di calce conficcate in una gamba. A seconda del percorso karmico scelto, Betty chiamerà spesso Delsin per sapere come sta andando la loro "vacanza" a Seattle ed egli le risponderà garbatamente spiegandole tutto (con lei che capirà la situazione e riattaccherà) oppure in modo maleducato spesso sbattendole giù il telefono. Il suo destino varia a seconda del finale scelto: nel finale buono, Delsin viene visto curarla grazie al potere del Cemento, con lei che lo ringrazia di cuore e gli chiede dov'è Reggie (portandolo a rispondere commosso che Reggie lo ha salvato). In quello cattivo, invece, caccia via Delsin in malo modo dicendogli di avere visto le sue azioni al telegiornale. Successivamente, lo bandisce dalla tribù affermando che, con le sue azioni, ha disonorato la sua gente, i suoi antenati e la memoria di suo fratello, preferendo morire piuttosto che venire curata da lui. Muore poco dopo quando Delsin perde le staffe e rade al suolo la riserva Akomish con uno Schianto Orbitale. Doppiata in lingua originale da Karen Austin ed in italiano da Elisabetta Cesone.
- Celia Penderghast: La giovane Conduit tradita da Augustine durante il flashback relativo agli eventi di Infamous e capace di manipolare la carta. L'intera storia del DLC "Paper Trail" ruota intorno a lei, liberata con un escamotage da Augustine (che le farà uccidere e sfigurare una guardia di sicurezza passando poi il suo cadavere per quello di Celia e farlo passare per un suicidio) per mantenere viva la paura dei bioterroristi a Seattle, riguadagnandosi così la sua stima. Giunta in città, Celia inizia ad uccidere numerosi membri del governo ed attivisti anti-Conduit, utilizzando i propri poteri per far sembrare sia opera di Fetch, Eugene ed Hank. Tuttavia, una volta passato del tempo in città, si rende conto dell'impatto che le azioni di Delsin hanno avuto sulla popolazione e decide di iniziare ad agire in proprio, ora non vedendo più Augustine come una salvatrice, ma come colei che l'ha usata come una pedina per tutto questo tempo. Guida quindi Delsin verso numerosi file, i quali gli spiegano di come il D.U.P l'abbia ingannata. Infine, conduce Delsin alla vecchia torre del D.U.P, dove, attraverso un'ultima illusione, lo ringrazia per averle aperto gli occhi e averle fatto capire che i Conduit possono ottenere la propria libertà solo attraverso la forza, per poi sparire nel nulla, negando a Delsin un confronto finale, ritenendo di non essere in grado di soddisfare la sua "sete di sangue". Delsin, tuttavia, le risponde di odiare essere responsabile per ciò che è diventata e promette che, se avrà di nuovo occasione di rincontrarla, provvederà a "correggere l'errore". Doppiata in lingua originale da Cassandra Lee Morris ed in italiano da Loretta Di Pisa.

## Edizioni limitate
Del gioco sono presenti due edizioni speciali più una in digitale.: la "Collector's Edition" e la "Special Edition".

### Contenuti speciali e DLC
Acquistando qualsiasi edizione limitata si può sbloccare un contenuto in-game, ovvero il DLC "Cole's Legacy", una serie di missioni che permette di far luce sulle vicende accadute durante i sette anni che separano il secondo capitolo dal terzo.
Il gioco è incluso in un bundle della console PlayStation 4. È il quarto titolo presente in un bundle della nuova console Sony.

## Easter egg
- All'inizio del gioco, nella casa lunga, si trova un peluche di Knack, protagonista dell'omonimo gioco esclusiva PS4 uscito al lancio della console.
- Nel rifugio di Eugene è possibile trovare una spada riconducibile alla Master Sword di Link, protagonista della serie The Legend of Zelda, e svariati CD con la scritta "Call of DUP" chiaro riferimento ai giochi della famosa serie Call of Duty.
- L'insegna di una compagnia aerea chiamata BuXton, la cui X è molto simile al logo di Xbox.
- Il logo di una caffetteria del gioco è molto simile a quello delle caffetterie Starbucks.
- Un negozio del gioco è chiamato Labombie&Filch anche questo chiaro riferimento alla nota marca d'abbigliamento statunitense Abercrombie&Fitch.
- Nel gioco sono presenti riferimenti al personaggio Sly Cooper con il suo logo e il suo nome.
- Nel gioco è presente un negozio denominato "Cole MCGS", chiaro riferimento a Cole McGrath protagonista dei primi due capitoli di Infamous. Tale riferimento è confermato dal fatto che il negozio effettua riparazioni elettriche alludendo al potere di Cole.
- Nel contenuto DLC "Cole's Legacy" è possibile incontrare due conoscenze dei precedenti capitoli: Raymonde Wolfe, fratello di Sebastian Wolfe e scienziato che contribuì alla costruzione della Raggio Sfera, e Zeke Dunbar, migliore amico di Cole McGrath.
- Nel gioco è possibile sbloccare la giacca "Lucky 7 di Zeke" la stessa che indossava Zeke Dunbar nei primi due Infamous.